# Gálvez (Toledo)
Gálvez este un oraș din Spania, situat în provincia Toledo din comunitatea autonomă Castilia-La Mancha. În 2008 număra 3.476 locuitori.
1. ↑  Nomenclátor Geográfico de Municipios y Entidades de Población (20240402 edition)